# Mormyrus lacerda
Mormyrus lacerda är en fiskart som beskrevs av Castelnau, 1861. Mormyrus lacerda ingår i släktet Mormyrus och familjen Mormyridae. IUCN kategoriserar arten globalt som livskraftig. Inga underarter finns listade i Catalogue of Life.